# Mahavelona (Itasy)
Mahavelona is een plaats en commune in het centrum van Madagaskar, behorend tot het district Soavinandriana, dat gelegen is in de regio Itasy. Tijdens een volkstelling in 2001 telde de plaats 13.865 inwoners.
De plaats biedt naast lager onderwijs ook middelbaar onderwijs aan. 90 % van de bevolking werkt als landbouwer en 8 % houdt zich bezig met veeteelt. De belangrijkste landbouwproducten zijn rijst en mais; ander belangrijk product is maniok. Verder is 2% actief in de dienstensector.